# Neunstämmige Buche
Die Neunstämmige Buche ist ein Naturdenkmal in Schwarzenberg/Erzgeb. im Erzgebirgskreis in Sachsen. Die 1960 unter Schutz gestellte Rotbuche hatte 1999 eine Höhe von ca. 23 Metern und einen Kronendurchmesser von 20 Metern erreicht, der Umfang um alle Stämme betrug etwa 7,60 Meter. Nach mehreren Kronenabbrüchen ist die Buche inzwischen abgestorben, ihr Totholz dient verschiedenen kleinen und Kleinstlebewesen als Lebensraum.
Der Standort des Baums befindet sich westlich des Schwarzenberger Stadtteils Heide am Bockauer Weg, rund 500 Meter nordöstlich von Hinterhenneberg. Gut anderthalb Kilometer nordwestlich befindet sich das Naturschutzgebiet Conradswiese.

## Geschichte
Der Baum entstammt dem 19. Jahrhundert. Die 1999 im Auftrag des Landratsamts aufgestellte Denkmalschutztafel weist sein Alter als „etwa 100 Jahre“ aus, andere Schätzungen hielten sie für bis zu 200 Jahre alt. Matthias Scheffler stellte die These auf, dass die Buche ihre mehrstämmige Form in jungen Jahren durch Verbiss erhalten haben könnte, wie er bei Weidbuchen im Südschwarzwald vorkommt.
Die Unterschutzstellung des Baums mit neun Stämmen erfolgte am 7. April 1960. Infolge eines Sturms in der Nacht vom 7. auf den 8. November 1996 verlor sie zwei Stämme, zwei weitere durch einen Sturm in der Nacht vom 27. auf den 28. Oktober 2002. Ein Sturm Ende 2017 zerstörte den restlichen Baum nahezu, von ihm blieb noch ein Stammrest bestehen.